# (20502) 1999 RG11
A (20502) 1999 RG11 a Naprendszer kisbolygóövében található aszteroida. A LINEAR projekt keretében fedezték fel 1999. szeptember 7-én.